# You Press the Button, We Do the Rest

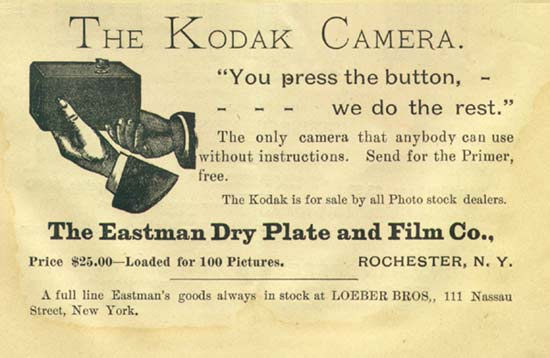
Anunci de la primera càmera Kodak amb l'eslògan inclòs.

"You Press the Button, We Do the Rest" (en català "Tu prems el botó, nosaltres fem la resta") va ser un eslògan publicitari encunyat per George Eastman, el fundador de Kodak, l'any 1889. Eastman creia que la fotografia s'havia d'universalitzar, fent-la accessible a tothom que desitgés fer fotografies. Fins llavors, fer fotografies era un procés complicat al qual només hi tenien accés els fotògrafs capaços de processar i revelar pel·lícules.  Amb aquest nou eslògan publicitari, Eastman i la seva empresa Eastman Kodak van convertir-se en una empresa amb molt d'èxit que va ajudar a popularitzar la fotografia.

## Història de l'eslògan
La primera càmera d'Eastman, the Detective, va ser creada l'any 1886. Només se'n van produir 50, i no es va vendre amb èxit comercial. Més endavant, l'any 1888, Eastman creà un model superior, l'Eastman Kodak càmera per reemplaçar el model anterior al mercat. Va ser aquesta càmera, la Kodak, que va inspirar l'eslògan "Tu prems el botó, nosaltres fem la resta". Eastman va escriure l'eslògan publicitari ell mateix després de contractar un publicista que el va decebre, atès que no va entendre el simple funcionament de la càmera per fer fotos.
Part de l'èxit d'Eastman va ser possible gràcies al seu punt de vista comercial, que li va permetre veure un gran potencial en la fotografia ameteur. Eastman considerava que la fotografia amateur o principiant podia resultant ser un interès generalitzat per a tothom. Per a fer-ho possible, va creure convenient separar les dues funcions principals de la fotografia: l'acció de fer fotografies, i el revelat posterior. Per Eastman la part de l'eslògan 'nosaltres fem la resta' era literalment certa, ja que els consumidors simplement havien de fer les fotografies i enviar-les a la fàbrica Kodak a Rochester. A la fàbrica Kodak, la pel·lícula era separada de la càmera. tallada en tires de dotze exposicions, revelada, posada en contacte amb una clara pell gelatinosa i finalment assecada. Llavors, es realitzaven impressions de cada negatiu, s'enganxaven en un marc fotogràfic i eren enviades als clients, juntament amb la pròpia càmera, els negatius i un rotllo nou de pel·lícula.

## Objectius comercials
George Eastman considerava que la fotografia amateur atreia a dos grups de persones. El primer eren els "amateurs vertaders", els quals eren persones disposades a invertir temps i diners per aprendre l'art de la fotografia. Ells tenien les eines per a desenvolupar, imprimir i entendre la fotografia com una forma d'art. El segon grup simplement volia fotografies com records de les seves vides quotidianes, però no estaven interessats en aprendre la resta. Eastman creia que el segon grup era més nombrós i va decidir dirigir els seus productes als dos grups, tot i que, de seguida es va adonar que el segon grup podia ser expandit a totes les persones de la Terra, i és per això que per atreure'ls va utilitzar l'eslògan "nosaltres fem les resta". 

## Estratègia de màrqueting
L'any 1989, quan la càmera estava llesta per ser distribuïda, Eastman va començar expandir l'anunci a revistes nacionals i suplements setmanals, incloent Harper's, Scribner's Magazine, Scientific American, Harper's Weekly, Frank Leslie, Time Magazine, and Puck Magazine. La frase "Tu prems el botó, nosaltres fem la resta" era també acompanyada per clients testimonials del producte en anuncis de pàgines senceres. La Kodak es venia per 25.00$.

## Resultat
Gràcies a la campanya publicitària de "nosaltres fem la resta", la càmera Kodak va esdevenir molt popular i Eastman i la seva empresa Kodak van revolucionar el negoci de la fotografia als Estats Units i a la resta del món. Gràcies als ingressos obtinguts per anunciar aquesta càmera, Eastman Kodak va ser capaç de dominar la competència durant anys i encapçalar les innovacions dins del camp de la fotografia durant anys.